# H-IIA (foguete)

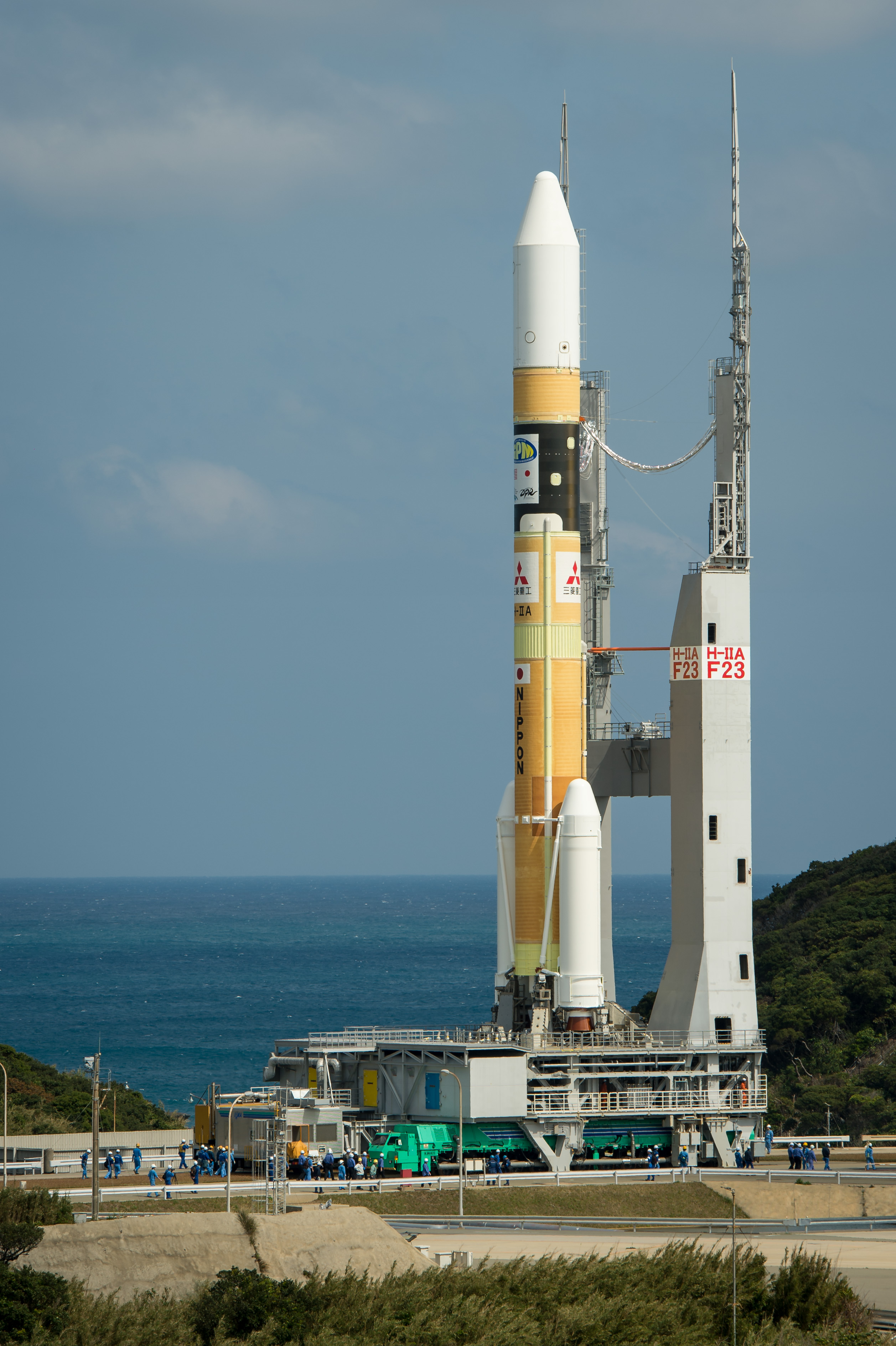
Foguete H-IIA

O H-IIA ou (H-2A) é um veículo de lançamento descartável japonês de combustão líquida fabricado pela Mitsubishi Heavy Industries (MHI) para a Agência Japonesa de Exploração Aeroespacial (JAXA), que presta serviços de lançamento de satélite artificial em órbita geoestacionária. Os lançamentos ocorrem a partir do Centro Espacial Tanegashima.

## História

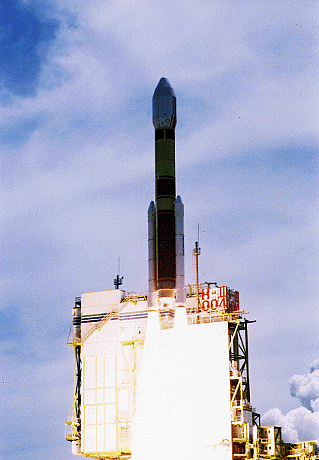
O antecessor do H-IIA, H-II, levando o satélite ADEOS em 1996.

O foguete H-IIA é um derivado do anterior H-II, mas foi projetado para reduzir substancialmente os custos ao mínimo, com a tecnologia melhorada, o H-II revelou-se demasiado caro e sujeito a falhas. Existem quatro variantes de H-IIA, com diversas capacidades. O H-IIA foi lançado em órbita pela primeira vez em 29 de agosto de 2001. O sexto lançamento feito em 29 de novembro de 2003 falhou. O veículo tinha a intenção de lançar dois satélites para observar a Coreia do Norte. A JAXA anunciou que os lançamentos seriam retomados em 2005.

Os foguetes de combustível líquido H-IIA têm sido utilizados para lançar satélites em órbita geoestacionária, para lançar uma sonda lunar em órbita, e para lançar uma sonda espacial interplanetária para Vênus.

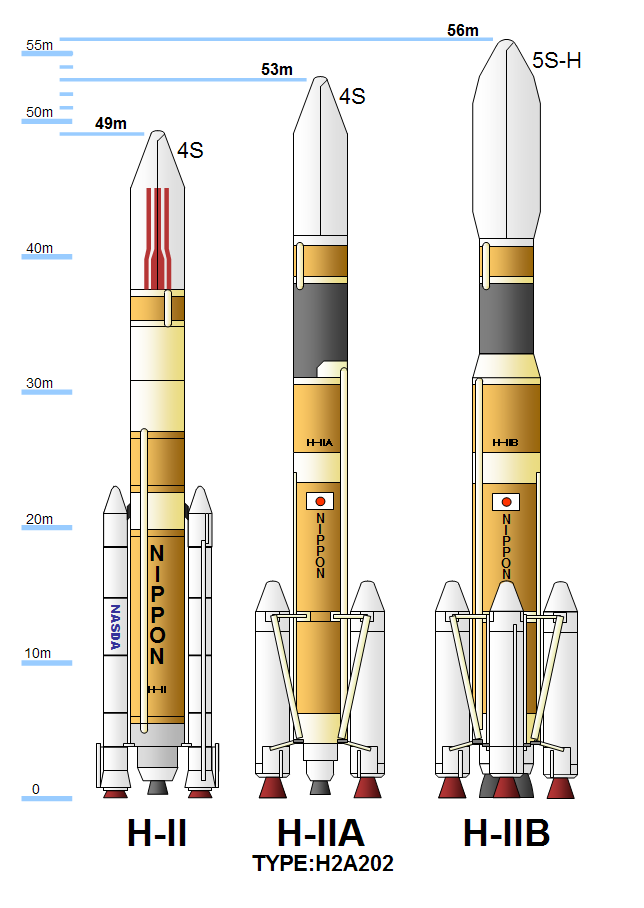
Série H-II

Um foguete com capacidades superiores em lançamento o H-IIB, um derivado do H-IIA. Este, utiliza dois motores LE-7A em seu primeiro estágio, ao contrário do antecessor. Foi lançado no ano de 2009.

## Características
O H-IIA pode ser lançado em quatro variantes:
- Com 2 aceleradores de propelente sólido SRB-A.
- Com 2 aceleradores de propelente sólido SRB-A e 2 aceleradores mais pequenos Castor 4AXL.
- Com 2 aceleradores de propelente sólido SRB-A e 4 aceleradores mais pequenos Castor 4AXL.
- Com 4 aceleradores de propelente sólido SRB-A.

### Histórico de lançamentos

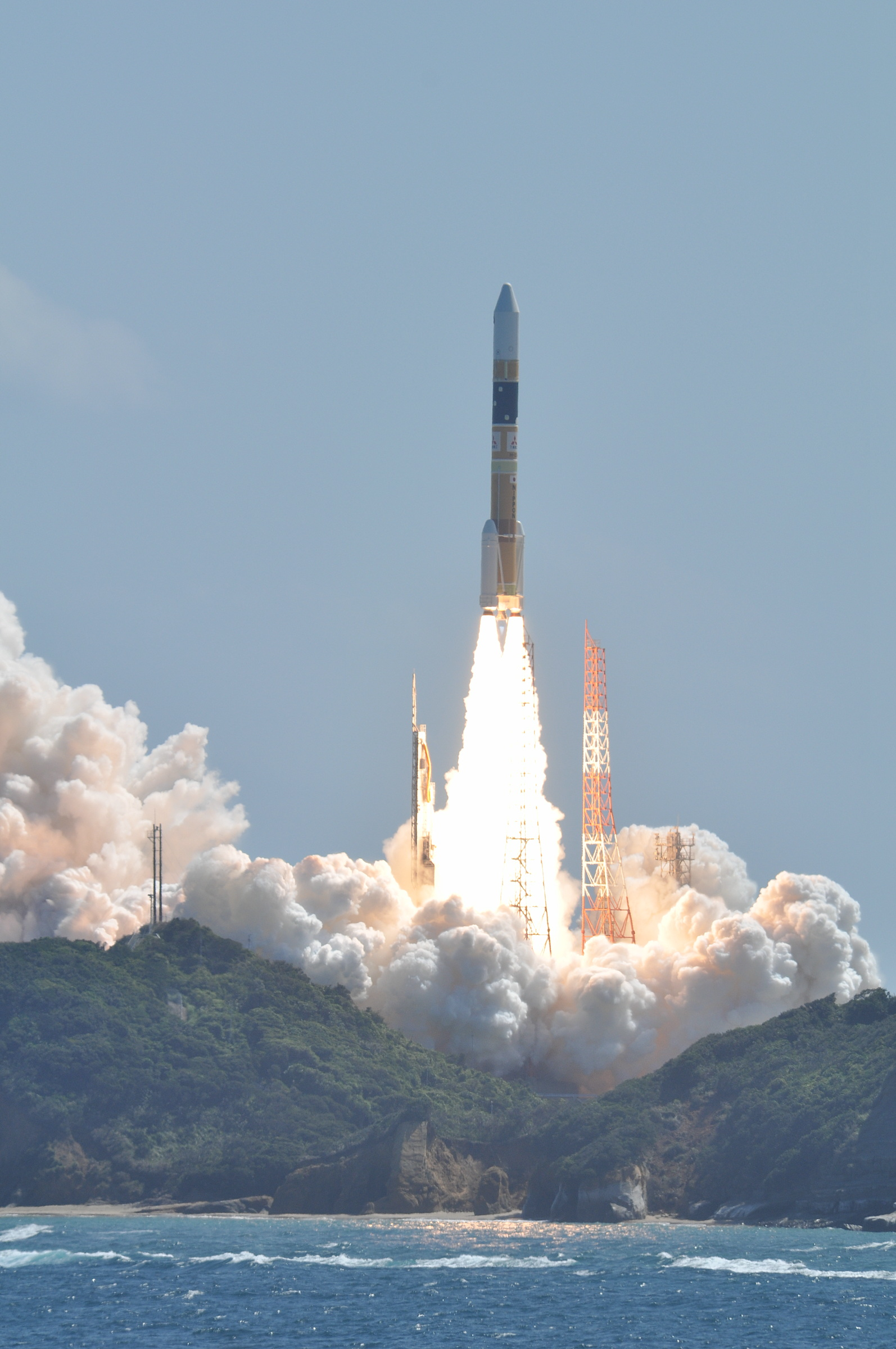
O H-IIA decolando no voo 19.

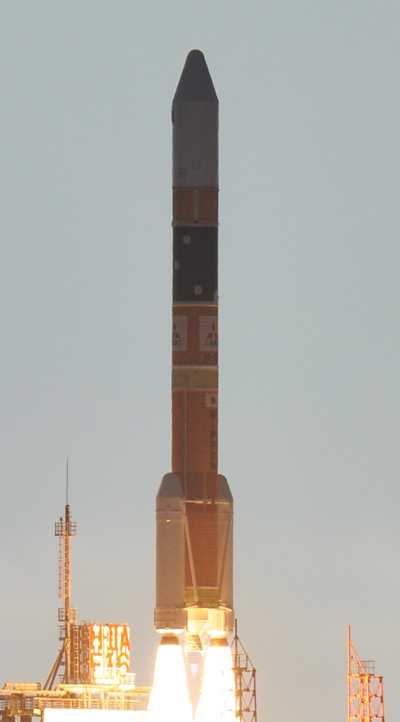
Lançamento do IGS-O3 por meio de foguete H-IIA.

| Voo | Data                    | Plataforma de lançamento       | Carga                                                                             | Resultado | Notas                                                   |
| --- | ----------------------- | ------------------------------ | --------------------------------------------------------------------------------- | --------- | ------------------------------------------------------- |
| TF1 | 29 de agosto de 2001    | Centro Espacial de Tanegashima | VEP-2 / LRE                                                                       | Sucesso   | Primeiro voo de um H-IIA.                               |
| TF2 | 4 de fevereiro de 2002  | Centro Espacial de Tanegashima | VEP-3 / MDS-1 / DASH                                                              | Sucesso   |                                                         |
| F4  | 10 de setembro de 2002  | Centro Espacial de Tanegashima | USERS / DRTS                                                                      | Sucesso   |                                                         |
| F3  | 14 de dezembro de 2002  | Centro Espacial de Tanegashima | ADEOS 2 / WEOS / FedSat 1 / Micro-Lab-Sat 1                                       | Sucesso   |                                                         |
| F5  | 28 de março de 2003     | Centro Espacial de Tanegashima | IGS-O1 / IGS Radar 1                                                              | Sucesso   |                                                         |
| F6  | 29 de novembro de 2003  | Centro Espacial de Tanegashima | IGS-O2 / IGS Radar 2                                                              | Falha     | Um dos aceleradores não se separou do primeiro estágio. |
| F7  | 26 de fevereiro de 2005 | Centro Espacial de Tanegashima | MTSAT-1R                                                                          | Sucesso   |                                                         |
| F8  | 24 de janeiro de 2006   | Centro Espacial de Tanegashima | ALOS                                                                              | Sucesso   |                                                         |
| F9  | 18 de fevereiro de 2006 | Centro Espacial de Tanegashima | MTSAT-2                                                                           | Sucesso   |                                                         |
| F10 | 11 de setembro de 2006  | Centro Espacial de Tanegashima | IGS-O2                                                                            | Sucesso   |                                                         |
| F11 | 18 de dezembro de 2006  | Centro Espacial de Tanegashima | ETS-VIII                                                                          | Sucesso   |                                                         |
| F12 | 24 de fevereiro de 2007 | Centro Espacial de Tanegashima | IGS Radar 2 / IGS-O3V                                                             | Sucesso   |                                                         |
| F13 | 14 de setembro de 2007  | Centro Espacial de Tanegashima | Kaguya / Rstar / Vstar                                                            | Sucesso   |                                                         |
| F14 | 23 de fevereiro de 2008 | Centro Espacial de Tanegashima | WINDS                                                                             | Sucesso   |                                                         |
| F15 | 23 de janeiro de 2009   | Centro Espacial de Tanegashima | GOSAT / SOHLA-1 / SDS-1 / SpriteSat / PRISM / Kagayaki / KKS-1 / STARS-1          | Sucesso   |                                                         |
| F16 | 28 de novembro de 2009  | Centro Espacial de Tanegashima | IGS-O3                                                                            | Sucesso   |                                                         |
| F17 | 20 de maio de 2010      | Centro Espacial de Tanegashima | Planet C / IKAROS / DCAM-1 / DCAM-2 / UNITEC-1 / Waseda-SAT2 / Negai / K-SAT      | Sucesso   |                                                         |
| F18 | 11 de setembro de 2010  | Centro Espacial de Tanegashima | QZS-1                                                                             | Sucesso   |                                                         |
| F19 | 23 de setembro de 2011  | Centro Espacial de Tanegashima | IGS-O4                                                                            | Sucesso   |                                                         |
| F20 | 12 de dezembro de 2011  | Centro Espacial de Tanegashima | IGS Radar 3                                                                       | Sucesso   |                                                         |
| F21 | 17 de maio de 2012      | Centro Espacial de Tanegashima | GCOM-W / KOMPSat 3 / SDS-4 / Horyu 2                                              | Sucesso   |                                                         |
| F22 | 27 de janeiro de 2013   | Centro Espacial de Tanegashima | IGS Radar 4 / IGS-O5V                                                             | Sucesso   |                                                         |
| F23 | 27 de fevereiro de 2014 | Centro Espacial de Tanegashima | GPM-Core / STARS 2 / ShindaiSat / TeikyoSat 3 / KSAT-2 / OPUSAT / INVADER / ITF-1 | Sucesso   |                                                         |
| F24 | 24 de maio de 2014      | Centro Espacial de Tanegashima | Alos 2 / Rising 2 / UNIFORM 1 / Socrates / SPROUT                                 | Sucesso   |                                                         |
| F25 | 7 de outubro de 2014    | Centro Espacial de Tanegashima | Himawari 8                                                                        | Sucesso   |                                                         |
| F26 | 3 de dezembro de 2014   | Centro Espacial de Tanegashima | Hayabusa 2 / PROCYON / DESPATCH / Shin'en 2                                       | Sucesso   |                                                         |